# Heather De Lisle
Heather Anne De Lisle (* 17. August 1976 in Landstuhl) ist eine US-amerikanische freie Hörfunk- und Fernsehmoderatorin. Sie trat unter anderem regelmäßig im englischsprachigen TV-Programm der Deutschen Welle (DW-TV) und in Polit-Talkrunden auf.

## Leben
Heather De Lisle ist Tochter des Hörfunkmoderators Rik De Lisle und wuchs größtenteils in West-Berlin auf. Mit 15 Jahren moderierte sie erstmals eine Hörfunksendung im amerikanischen Soldatensender AFN Berlin, mit 18 Jahren war sie zum ersten Mal im Fernsehen. Sie studierte an der University of Maryland und besuchte die Schule für Rundfunktechnik in Nürnberg.
Als AFN Berlin 1995 den Betrieb einstellte, wechselte sie in die Privatwirtschaft. Seitdem arbeitet sie freiberuflich bei der Deutschen Welle, zuerst als Wetteransagerin, später als Sportmoderatorin und seit 2001 als Nachrichtenmoderatorin. Seit ihrem siebten Lebensjahr arbeitet sie außerdem als Synchronsprecherin für Film, Fernsehen und Computerspiele. Seit 2000 berichtet sie als Auslandskorrespondentin für ABC News Radio in New York aus Berlin.
De Lisle, die sich selbst als liberale Republikanerin bezeichnet, war häufig Studiogast im Presseclub, im Internationalen Frühschoppen sowie auf dem Nachrichtenkanal N24. Im Zusammenhang mit der US-Präsidentschaftswahl 2008 war sie Gast in verschiedenen Talkshows. Im September 2010 erschien ihr Buch Amiland – Eine Streitschrift für die Weltmacht USA, in dem sie die Popularität von Barack Obama in Deutschland kritisiert und Position für den „American Way of Life“ bezieht.
Sie lebt in Berlin, ist mit einem Deutschen verheiratet und Mutter eines Sohnes. Im Dezember 2011 erlitt sie einen Schlaganfall; danach litt sie an Aphasie. Sie nahm als Patientin an einer Studie der Charité teil.

## Sendungen
- DW-TV Journal, halbstündiges Nachrichtenformat in englischer Sprache
- DW-TV Tomorrow Today, Wissenschaftsmagazin in englischer Sprache
- DW-TV Made in Germany, Wirtschaftsmagazin in englischer Sprache

## Schriften
- Amiland: Eine Streitschrift für die Weltmacht USA. Tredition, Hamburg 2010. ISBN 978-3-86850-780-5